# G.Agrahara, Mudigere
G.Agrahara là một làng thuộc tehsil Mudigere, huyện Chikmagalur, bang Karnataka, Ấn Độ.